# Савустяненко В'ячеслав Михайлович
В'ячесла́в Миха́йлович Савустя́ненко — хормейстер та музикант, керівник аматорських хорів, заслужений працівник культури України.

## Життєпис
1962 року закінчив Олександрійське культосвітнє училище.
Працював викладачем по класу баяна в Олександрівській дитячій музичній школі, акомпаніатором в районному Будинку культури. Протягом 1967—2001 років (з перервою в 1979-1984-х) працював керівником народного самодіяльного хору «Тясмин», очоливши по Віталію Бідненку. Від 1968 року колектив постійно брав участь у районних, обласних, всеукраїнських оглядах-конкурсах, пісенних фестивалях, де здобував перемоги. Концертував колектив також в Білорусі та Прибалтиці, 1985-го в Латвійській РСР хор представляв УРСР на республіканському святі пісні.
2001 року Савустяненко йде на відпочинок, однак вже 2003-го засновує при селищній раді хоровий колектив ветеранів війни та праці. 2009 року хор «Ветеран» отримав почесне звання «народний аматорський» .
Є автором обробок кількох українських народних пісень, 1998 року увійшли до друкованого репертуарного збірника «Співає „Тясмин“».

## Відзнаки
- заслужений працівник культури УРСР
- 8 липня 2016 року в Олександівції відкрито пам'ятну дошку В'ячеславу Савустяненку